# NGC 6883
NGC 6883 ist ein offener Sternhaufen vom Trumpler-Typ I3p im Sternbild Schwan.
Entdeckt wurde das Objekt am 19. August 1828 von John Herschel.